# Cry Pretty Tour 360
Il Cry Pretty Tour 360 è stato il sesto tour mondiale della cantante statunitense Carrie Underwood, a supporto del suo sesto album in studio Cry Pretty (2018).

## Scaletta
1. Southbound
2. Cowboy Casanova
3. Good Girl
4. Last Name
5. Backsliding
6. Church Bells
7. Two Black Cadillacs
8. Blown Away
9. Drinking Alone
10. End Up with You
11. Flat on the Floor
12. Wasted
13. Temporary Home/See You Again/I Know You Won't/Just a Dream/Dream On
14. Jesus, Take the Wheel
15. The Bullet
16. Something in the Water
17. Low
18. Stand by Your Man/Walkin' After Midnight/Coal Miner's Daughter/9 to 5/Rockin' with the Rhythm of the Rain/She's in Love with the Boy/Independence Day/Wild One/Why Haven't I Heard from You/Man! I Feel like a Woman!
19. Undo It
20. The Champion
21. Before He Cheats
22. Cry Pretty
23. Love Wins